# Sinularia molokaiensis
Sinularia molokaiensis är en korallart som beskrevs av Verseveldt 1983. Sinularia molokaiensis ingår i släktet Sinularia och familjen läderkoraller. Inga underarter finns listade i Catalogue of Life.